# Інститут фізичних методів лікування імені Воровського
Інститут фізичних методів лікування імені тов. Воровського — медичний заклад, що існував у Чернігові у 1925—1941 роках.

## Історія

### Будівля школи
1912 року за проектом інженера Івана Якубовича у Чернігові з північно-східного боку колишньої Олександрівської площі з'явилось муроване, двоповерхове приміщення. Це був будинок чотирикласної народної школи. Центральний вхід прикрашав чотириколонний портик доричного ордеру, на який спирався балкон. Фронтон було споруджено у стилі українського бароко, на другому поверсі встановили шестигранні вікна. Своєрідний вигляд українського народного стилю надавали споруді ліпний та орнаментальний декори.

### Відкриття інституту
Згодом у цьому приміщенні відкрився Інститут фізичних методів лікування імені Воровського — всеукраїнська медична установа. Організатором і керівником виступив місцевий лікар Р. Караєв.
Медична ситуація на той час в Чернігові була критична — бушувала епідемія туберкульозу. У рік заснування інституту в місті померли 586 осіб, чоловіків — 58,6 %, 30 % — від заразних хвороб, 32,8 % — осіб до 19 років. Тому відкриття нового медичного закладу було, як ніколи, доречне. За статистикою 1925 р. в Інституті на лікуванні перебували 1212 осіб, 872 з них виписались по одужанню.
Тут лікувались не тільки чернігівці. Сюди прибували хворі за направленням Наркомату охорони здоров'я СРСР з 12 округів. Особливо цей оздоровчий заклад полюбляли шахтарі Донбасу.
У стаціонарному відділенні було 55 ліжок, курс лікування тривав півтора місяця. Хворі приймали ванни загальні та місцеві, вкутування, душ Шарко, а також дощовий і шотландський душі, ванни — кисневі, вуглекислі, медикаментозні, повітряні, гідроелектричні. Лікували також глиною. Цю процедуру, вперше в Радянському Союзі, запровадив лікар Караєв і саме у Чернігові.
В Інституті лікували хворих на захворювання сердцево-судинної системи, порушення всіх видів обміну речовин, захворювання крові, хвороби суглобів, захворювання нервової системи, захворювання периферійної нервової системи, жіночих статевих органів. Хворих лікували висококваліфіковані лікарі — невропатолог Кільчевська, терапевт Ковальський, гінеколог Іванов, хірург Маслов.
Путівка на стаціонарне лікування коштувала 125 рублів, членам профспілок — 95, амбулаторне лікування — 30 рублів.
Згодом оздоровчій заклад набув такої популярності, що місць в обох відділеннях не вистачало, доводилось записуватись в черги.
З 1931 року Інститут фізметодів лікування був затверджений як всеукраїнський курорт. Додатково були виділені палати у приміщенні колишнього будинку губернатора. Кількість стаціонарних ліжок збільшили до 300. Роботу організували у дві зміни. Встановили сучасні, на той час, фізіотерапевтичні апарати, серед них і такі рідкісні, як струм Ледюка, застосовувались конденсаторні розряди. Всього було отримано 27 фізіотерапевтичних одиниць за 3 роки.
У 1933 році в Інституті пройшли лікування 2725 хворих, за 9 місяців, 1934 року — 3544. Окрім грязелікування, тут, також, вперше було застосовано лікування сіркою і парафіном і грязегальванізація.
26 січня 1935 року Інститут закрили, а головний лікар — Караєв відбув до Одеси. Але вже 1 червня здравницю поновили, проте стаціонар працював лише для працівників радянських партійних органів. Амбулаторно ж отримували лікування всі жителі міста.
З 1939 року і до початку німецько-радянської війни Інститут фізметодів лікування очолював лікар Д. Фрідбург. У цей період функціонував фізіотерапевтичний стаціонар на 30 ліжок, а також робилися процедури амбулаторним хворим.

### Післявоєнна доба
Після війни інститут не відновлювали.
У 1950 році в приміщенні колишнього Інституту організували фізіотерапевтичне відділення обласної лікарні, яке функціонувало до 1966 року, а потім його передали місту, оскільки обласна лікарня отримала нову будівлю.
До 1978 року в будівлі Інституту містилась третя поліклініка, потім сюди переїхала перша. У зв'язку з тим, що у місті була відкрита лікарня № 2, кількість лікувальних кабінетів першої поліклініки у цій будівлі різко зменшили.

### У наш час
Приміщення з січня 2021 року порожнє. Полікліника об'єднана з першою міською лікарнею і переїхала на проспект Миру, 44. Будинок знаходиться в управлінні Чернігівської міської ради.